# Jumbo (предузеће)
 (транскр.  Џамбо) је грчко предузеће чија је основна делатност малопродаја играчака, прибора за бебе, сезонских артикала, украсних предмета, књига и канцеларијског материјала. Основана је 1986. године у Атини.
Има преко 100 продавница, а послује у Грчкој, Румунији, Бугарској, Србији, Албанији, Кипру, Босни и Херцеговини, Северној Македонији и Црној Гори. У Србији има пет продавница у Београду, две у Приштини, као и по једну у Гњилану, Косовској Митровици, Новом Саду, Пећи, Призрену и Урошевцу.

## Пословање
| Држава              | Бр. продавница |
| ------------------- | -------------- |
| Грчка               | 55             |
| Румунија            | 16             |
| Србија              | 13             |
| Бугарска            | 10             |
| Албанија            | 8              |
| Кипар               | 6              |
| Босна и Херцеговина | 6              |
| Северна Македонија  | 4              |
| Црна Гора           | 2              |